# Floresta (Central de Minas)
Floresta é um distrito do município brasileiro de Central de Minas, no interior do estado de Minas Gerais. Segundo o censo demográfico de 2022, realizado pelo Instituto Brasileiro de Geografia e Estatística (IBGE), sua população era de 1 751 habitantes e havia 728 domicílios particulares permanentes ocupados. Possui área de 133,12 km² conforme a Fundação João Pinheiro (FJP). Foi criado pela lei estadual nº 6.769 de 13 de maio de 1976.
De acordo com o IBGE, em 2010 a população era de 2 104 habitantes e havia 965 domicílios particulares.